# Salsa (música)
|  | Aquest article tracta sobre el gènere musical. Si cerqueu el ball, vegeu «Salsa (ball)». |

La salsa és el terme usat a partir dels anys setanta per a definir el gènere musical resultant d'una síntesi d'influències musicals cubanes amb altres elements de música caribenya, música llatinoamericana i jazz, especialment el jazz afrocubà. La salsa va ser desenvolupada per músics d'origen llatí al Carib hispà i la ciutat de Nova York. La salsa abasta diversos estils com la salsa dura, la salsa romàntica (o "salsa rosa") i la timba.

## Característiques
El músic Eduardo Morales (1969 -) defineix la salsa com «un nou gir dels ritmes tradicionals al so de la música cubana i la veu cultural d'una nova generació» i «una representació de la identitat cubana i llatina a Nova York». El director cubà Machito afirmava que la salsa era, més o menys, el que l'havia tocat durant quaranta anys (entre 1930 i 1970) abans que el gènere musical es denominés així.
El cèlebre músic novaiorquès i d'ascendència boricua (porto-riquenya), Tito Puente, afirmava que «la salsa, com ritme o música, no existeix. La música que anomenen salsa és la que he tocat des de fa moltíssims anys: es diu mambo, guaracha, chachachá, guaguancó. Tot és música cubana. La salsa no es menja, no es veu, no se sent, no es balla».
La salsa presenta les següents característiques:
- Ritme: Utilitza com a base el patró rítmic del son cubà, amb clau de son en dos compassos de 4/4.
- Melodia: En molts casos les melodies usades en la salsa es corresponen amb les emprades tradicionalment en el son montuno i altres gèneres de la música cubana tradicional. La influència del jazz afrocubà ve determinada per l'arranjament encara que no és una condició imprescindible en la salsa.
- Harmonia: Es correspon amb la utilitzada en la música occidental
- Instrumentació: Usa instruments de percussió cubans popularitzats des de la dècada del 1920, pailas o timbals, bongó, güiro cubà, esquella, dues maraques (en altres regions només s'usava una) yconga (es diferenciava d'altres tambors afro llatins per la seva ferramenta d'afinació). La instrumentació es complementa amb piano, contrabaix (en alguns casos sota elèctric), trompeta, saxòfon sobretot baríton, trombó, flauta i violí.

## Ritme
S'estructura en un compàs de 4/4.
La cèl·lula rítmica més representativa es diu «clau del son», que generalment és interpretat per les claus:
```
1. .. 2. .. 3. .. 4. . .
+. . +. . +. .. +. +. . .
```

El signe més [+] representa el cop de les claus, i el punt [.] Representa les quatre subdivisions de cada pols. La clau també pot fer un temps 2-3 amb el tresillo en el segon compàs:
```
1. .. 2. .. 3. .. 4. . .
```

. . +. +. .. +. . +. . + .
La clau no sempre es toca directament, però forma la base que molts altres instruments de percussió també, com la cançó i l'acompanyament, usen com ritme comú per a les seves pròpies frases. Per exemple, aquest és el ritme comú de la campana:
```
1. .. 2. .. 3. .. 4. . .
+. *. +. * * +. * * +. * *
```

L'asterisc [*] representa un cop agut de la campana.

## Exponents significatius de la música salsa
- Cuba:
  - Los Van Van
  - Willy Chirino
  - Rey Ruiz
  - Adalberto Álvarez
  - Orquesta Aragón
  - Issac Delgado
  - La Sonora Matancera
  - Celia Cruz
  - Machito
  - Mongo Santamaría
  - Monguito
  - Gloria Estefan
  - Roberto Torres
  - Dan Den
  - Roberto Faz
  - José Curbelo
  - Ibrahim Ferrer
  - Pacho Alonso
  - Elio Reve
- Estats Units:
  - Tito Puente
  - Willie Colón
  - Larry Harlow
  - Marc Anthony
  - La India
- Colòmbia:
  - Joe Arroyo
  - Wilson Manyoma
  - Fruko y sus Tesos
  - Grupo Niche
  - Orquesta Guayacán
  - La Sabrosura
  - Los Titanes
  - Kenabele Orquesta
- Panamà:
  - Rubén Blades
  - Omar Alfanno
  - Camilo Azuquita
- Puerto Rico:
  - Andy Montañez
  - Cheo Feliciano
  - Eddie Palmieri
  - Richie Ray
  - Papo Lucca
  - Bobby Cruz
  - Ray Barreto
  - El Gran Combo
  - DLG
  - Héctor Lavoe
  - Ismael Miranda
  - Ismael Rivera
  - Tito Nieves
  - Víctor Manuelle
  - Son By Four
  - Pete El Conde Rodríguez
  - Gilberto Santa Rosa
  - Frankie Ruiz
- República Dominicana:
  - José Alberto "El Canario"
  - Johnny Pacheco
- Veneçuela:
  - Oscar de León
  - Adolescent's Orquesta
  - La Dimensión Latina
  - Salserin
  - Guaco
- Perú: 
  - Lucho Macedo
  - Tito Chicoma
  - Ñico Estrada
  - Alfredo Linares
  - Coco Lagos
  - Saravá All Stars
  - Nilo Espinosa
  - Antonio Cartagena
  - Aníbal López